# Estat lliure de Txukotka

Bandera de l'Estat Lliure de Txukotka

L'Estat lliure de Txukotka fou un estat creat pels russos blancs a Txukotka, a l'extrem oriental de Sibèria (Rússia), que va existir des de l'octubre de 1921 fins a l'abril de 1922.

## Història
L'octubre de 1921, rebels antibolxevics provinents de Vladivostok (dels destacaments de Bíritx i Botxkariov) van constituir l'anomenat Estat lliure de Txukotka.
Aquest estat va utilitzar una bandera de tres franges horitzontals: blanca, groga i blava.
L'estat va subsistir fins que a l'abril de 1922 el territori va passar a la República de l'Extrem Orient i després a la Unió Soviètica.